# Kanton Saint-François
Kanton Saint-François is een kanton van het Franse departement Guadeloupe. Kanton Saint-François maakt deel uit van het arrondissement Pointe-à-Pitre en telt 16.618 inwoners (2019).
In 2015 werd het kanton La Désirade en een gedeelte van kanton Sainte-Anne-1 en Sainte-Anne-2 samengevoegd met kanton Saint-François.

## Gemeenten
Het kanton Saint-François omvat de volgende gemeenten:
- La Désirade
- Sainte-Anne (gedeeltelijk)
- Saint-François